# Guy Hirsch
Guy Hirsch (* 1915 in London; † 1993 in Brüssel) war ein belgischer Mathematiker, der sich mit Topologie und Wissenschaftsphilosophie befasste.
Hirsch wurde 1948 bei Alfred Errera an der Freien Universität Brüssel promoviert (Contribution à l'étude de la topologie des espaces fibrés). Er lehrte an der Rijkslandbouwhogeschool in Gent von 1949 bis 1962 und ab 1957 an der Freien Universität Brüssel.
Hirsch wurde 1947 Sekretär der Belgischen Mathematischen Gesellschaft und Herausgeber von dessen Bulletin. Ab 1953 leitete er die Gesellschaft von seiner Wohnung aus bis zu seinem Tod 1993.
Er ist bekannt für den Satz von Hirsch und Jean Leray, der Aussagen über die Kohomologie von Faserbündeln macht in Analogie zum Satz von Künneth.

## Schriften
- Selected Works, Suppl. zu Bulletin Belgian Mathematical Society 1995